# فيليس سميث
فيليس سميث (بالإنجليزية: Phyllis Smith)‏ هي راقصة وممثلة أمريكية، ولدت في 10 يوليو 1951 بليماي في الولايات المتحدة. بدأت مشوارها المهني سنة 1992، ومن الجوائز التي نالتها جائزة نقابة ممثلي الشاشة.

## أعمال

### أفلام
- (2011) معلمة سيئة[4]
- (2015) قلبا وقالبا[5]

### مسلسلات
- أو أي
- المكتب
- ذا ميدل

## جوائز
- جائزة نقابة ممثلي الشاشة

## وصلات خارجية
- فيليس سميث على موقع IMDb (الإنجليزية)
- فيليس سميث على موقع روتن توميتوز (الإنجليزية)
- فيليس سميث على موقع ألو سيني (الفرنسية)
- فيليس سميث على موقع ميوزك برينز (الإنجليزية)
- فيليس سميث على موقع أول موفي (الإنجليزية)
- فيليس سميث على موقع قاعدة بيانات الأفلام السويدية (السويدية)
- فيليس سميث على موقع قاعدة بيانات الفيلم (الإنجليزية)
- فيليس سميث على موقع كينوبويسك (الروسية)